# Cornegliano Laudense
Cornegliano Laudense est une commune italienne de la province de Lodi, en Lombardie, en Italie.

## Géographie
Le village se situe à 4 kilomètres au nord-ouest de son chef-lieu Lodi, tout près de l'entrée Lodi de l'autoroute A1 (Milan-Naples)

## Histoire
Le village est formé de trois hameaux bien distincts: Cornegliano Laudense; Muzza Sant'Angelo, le siège administratif de la commune; et Codognino.
Vers l'an 1200, les moines Cisterciens ont construit le Canal Muzza, passant pour de petites constructions de fermiers.
Le village a appartenu aux Capitanei di Cornegliano et, après l'extinction de cette famille, il est passé aux des cadetti et, en 1633, aux comtes Barni.

## Économie
En raison de sa position logistique, Muzza Sant'Angelo s'est beaucoup agrandi durant les années 1960 et 1970: elle se trouve sur l'importante route statal 235 (Lodi-Sant'Angelo Lodigiano-Pavie) et a moins d'un kilomètre de l'entrée Lodi de l'autoroute A1 (Milan-Naples). On trouve sur cette route, de nombreux ateliers et quelques établissements agricoles.

## Culture
Il y a une église, avec des fresques, déjà remarquées dans des documents de 1261. Elle a aussi été modifiée à l'époque de la renaissance et Baroque.
Cascina Sesmones est une autre construction importante, datant des années 1000, qui pouvait être un hôpital.
L'équipe de football du village s'appelle Superga Watt, fondée en 1949, en souvenir des athlètes du Drame de Superga.

## Administration
| Période                                  | Période  | Identité        | Étiquette     | Qualité |
| ---------------------------------------- | -------- | --------------- | ------------- | ------- |
| 8 juin 2009                              | En cours | Matteo Lacchini | Liste Civique |         |
| Les données manquantes sont à compléter. |          |                 |               |         |

### Hameaux
Codognino, Muzza

### Communes limitrophes
Lodi, Lodi Vecchio, San Martino in Strada, Pieve Fissiraga, Massalengo